# Station Wojcieszów Dolny
Station Wojcieszów Dolny is een spoorwegstation in de Poolse plaats Wojcieszów.